# Eupithecia iuxta
Eupithecia iuxta là một loài bướm đêm trong họ Geometridae.